# Grammy Awards de 1963
A 5.ª cerimônia anual do Grammy Awards foi realizada em 15 de maio de 1963, em Chicago, Los Angeles e Nova Iorque. O evento contemplou trabalho de melhores gravações, composições e artistas do ano dentro do período de 1962. Tony Bennett e Igor Stravinsky venceram três categorias.

## Vencedores

### Geral
| Gravação do ano - "I Left My Heart in San Francisco" – Tony Bennett          | Álbum do ano - The First Family – Vaughn Meader |
| Canção do ano - "What Kind of Fool Am I?" – Leslie Bricusse & Anthony Newley | Artista revelação - Robert Goulet               |

### Infantil
| Melhor Gravação Infantil - Saint-Saëns: Carnival of the Animals/Britten: Young Person's Guide to the Orchestra – Leonard Bernstein |

### Clássica
| Melhor Performance Orquestral - Stravinsky: The Firebird Ballet – Igor Stravinsky & Columbia Symphony Orchestra                                                      | Melhor Performance Clássica - Götterdämmerung - Brunnhilde's Immolation Scene/Wesendonck Songs – Leonard Bernstein, Eileen Farrell & New York Philharmonic |
| Melhor Gravação de Ópera - Verdi: Aida – Georg Solti, Robert Merrill, Leontyne Price, Giorgio Tozzi, Jon Vickers, & Rome Opera House Orchestra                       | Melhor Performance de Coral - Bach: St. Matthew Passion – Otto Klemperer, Wilhelm Pitz & Philharmonia Orchestra & Chorus                                   |
| Melhor Performance Clássica Solo - Stravinsky: Violin Concerto in D – Igor Stravinsky, Isaac Stern & Columbia Symphony Orchestra                                     | Melhor Performance Clássica Solo ou Dupla - Columbia Records Presents Vladimir Horowitz – Vladimir Horowitz                                                |
| Melhor Performance de Música de Câmara - The Heifetz-Piatigorsky Concerts With Primrose, Pennario and Guests – Jascha Heifetz, Gregor Piatigorsky & William Primrose | Melhor Composição Clássica - Stravinsky: The Flood – Igor Stravinsky                                                                                       |
| Melhor Álbum Clássico - Columbia Records Presents Vladimir Horowitz – Vladimir Horowitz                                                                              | |

### Composição e arranjos
| Melhor Instrumental - "A Taste of Honey" – Bobby Scott & Ric Marlowe         | Melhor Arranjo Instrumental - "Baby Elephant Walk" – Henry Mancini |
| Melhor Arranjo de Fundo - "I Left My Heart in San Francisco" – Marty Manning |                                                                    |

### Country
| Melhor Gravação Country - "Funny Way of Laughin'" – Burl Ives |

### Folk
| Melhor Gravação Folk - "If I Had a Hammer" – Peter, Paul and Mary |

### Gospel
| Melhor Gravação Gospel - Great Songs of Love and Faith – Mahalia Jackson |

### Jazz
| Melhor Performance de Jazz Solo - "Desafinado" – Stan Getz                | Melhor Performance de Jazz em Grupo - Adventures In Jazz – Stan Kenton |
| Melhor Composição de Jazz - "Cast Your Fate to the Wind" – Vince Guaraldi |                                                                        |

### Teatro musical
| Melhor Trilha Sonora de Musical - No Strings – Richard Rodgers |

### Packaging e notas
| Best Album Cover – Classical - The Intimate Bach – Marvin Schwartz | Best Album Cover – Other Than Classical - Lena...Lovely and Alive – Robert M. Jones |

### Pop
| Melhor Performance Feminina - Ella Swings Brightly with Nelson – Ella Fitzgerald           | Melhor Performance Masculina - "I Left My Heart in San Francisco" – Tony Bennett              |
| Melhor Performance de Grupo - "If I Had a Hammer" – Peter, Paul and Mary                   | Melhor Performance de Coro - Presenting The New Christy Minstrels – The New Christy Minstrels |
| Melhor Performance de Orquestra - Fly Me to the Moon and the Bossa Nova Pops – Joe Harnell | Melhor Performance de Orquestra ou Instrumentalista - The Colorful Peter Nero – Peter Nero    |
| Melhor Canção Contemporânea - "Alley Cat" – Bent Fabric                                    |                                                                                               |

### Produção/Engenharia
| Best Engineered Album, Non-Classical - Hatari! – Al Schmitt                                | Best Engineered Album, Classical - Strauss: Also Sprach Zarathustra – Lewis W. Layton, Fritz Reiner & Chicago Symphony Orchestra |
| Best Engineered Recording – Special or Novel Effects - The Civil War, Vol. I – Robert Fine | |

### R&B
| Best R&B Song - "I Can't Stop Loving You" – Ray Charles |

### Falado
| Best Spoken Word Album - The Story-Teller: A Session With Charles Laughton – Charles Laughton |